# Johann Julian Taupe
Johann Julian Taupe (* 1954 in Gritschach) ist ein österreichischer Maler und Grafiker.

## Leben und Wirken
Der in Wien und Kärnten lebende und arbeitende Künstler besuchte von 1976 bis 1981 die Akademie der bildenden Künste Wien und studierte bei Max Weiler. Von 1981 bis 1983 war er dort Lehrbeauftragter bei Arnulf Rainer und im 1983/1984 nahm er das Österreichische Staatsstipendium für bildende Kunst in Anspruch. Auslandserfahrung gewann er als Humanic-Artist in Residence 1984 in Genf, 2002 über die Fundaciòn Valparaiso in Mojàr, Almería und 2011 über ein Stipendium des Landes Kärnten in Paris.

## Publikationen
- Th. Zaunschirm (Hrsg.): J.J. Taupe – Zwischen den Formaten. Klagenfurt, 1997
- J.J. Taupe – Von Bild zu Bild. Klagenfurt, 1999
- J.J. Taupe – sub rosa. Klagenfurt, Mailand, Ljubljana, Aquileia, 2000
- Chr. Grundnig (Hrsg.): J.J. Taupe – Farbzonen – Bildwelten. Ritter Verlag, Klagenfurt, 2000
- Taupes Weltenbilder. Ritter Verlag, Klagenfurt, 2006
- J.J. Taupe – Papierarbeiten aus dem Neuhauser Block. Museum Liaunig, 2010
- Pariser Ziegel – J.J. Taupe. Ritter Verlag, Klagenfurt, 2011
- J. J. Taupe: Die Farben von Weiß. Ritter Verlag, Klagenfurt 2014
- J. J. Taupe: In Bewegung. Ritter Verlag, Klagenfurt 2018

## Ausstellungen (Auswahl)
Der Künstler kann auf zahlreiche Ausstellungen im In- und Ausland verweisen:
- XIV. Internationale Malerwochen in der Steiermark, Neue Galerie am Landesmuseum Joanneum, Graz, 1979
- Neue Malerei in Österreich 83, Neue Galerie der Stadt Linz, Wolfgang-Gurlitt-Museum, Linz, 1983
- Landesmuseum Joanneum, Ecksaal, Graz, 1987
- Galerie März, Linz, 1988
- Kärntner Landesgalerie, Klagenfurt, 1989
- Kunst der 80er-Jahre, Traklhaus, Salzburg, 1990
- NÖ. Dokumentationszentrum für Moderne Kunst, St. Pölten, 2004
- Museum Moderner Kunst Kärnten, Sammlung Liaunig, Klagenfurt, 2004
- Museum Moderner Kunst – Stiftung Wörlen, Passau, 2009
- Stadtmuseum Bruneck, 2009
- Kunstverein für Baden-Baden, 2011
- Hell Vacui, Künstlerhaus Wien, 2013
- Wegmarken, Galerie März, Linz, 2013
- Galerie Welz, Salzburg, 2014[2]

## Auszeichnungen
- Kunstpreis des Volksbank-Kunstpreises Kunst.Volksbank.Kärnten, 2014[3]